# Tears of Rage
«Tears of Rage» es una canción compuesta por Bob Dylan y Richard Manuel y publicada en el primer álbum de estudio del grupo canadiense de rock The Band, Music from Big Pink, en 1968.
"Tears of Rage" fue inicialmente grabada en sesiones informales de ensayo en la residencia Big Pink de The Band durante 1967, con Bob Dylan como voz principal. Sin embargo, dicha grabación, al igual que otras canciones registradas durante los ensayos, no fueron publicados hasta pasados ocho años, si bien previamente habían aparecido en discos pirata.
La primera publicación oficial data de una toma diferente grabada por The Band el 10 de enero de 1968 en los A&R Studios de Nueva York e incluida en el álbum debut del grupo, Music from Big Pink. La nueva grabación redujo el tempo considerablemente y acentuó el dolor emocional relatado a través de la letra con la voz de Richard Manuel. 
La versión cantada por Bob Dylan sería publicada oficialmente en 1975 en el álbum The Basement Tapes.

## Personal
- Rick Danko: bajo y coros
- Levon Helm: batería
- Garth Hudson: órgano y saxofón soprano
- Richard Manuel: piano y voz
- Robbie Robertson: guitarra eléctrica
- John Simon: pandereta y saxofón barítono